# Василик Лев Дмитрович
Лев-Богдан Дмитрович Василик (14 квітня 1921, с. Угринь, нині Чортківського району Тернопільської області — 13 червня 2002, м. Івано-Франківськ) — український лікар, громадський діяч. Член ОУН (1937), учасник проголошення 30 червня 1941 у Львові Акту відновлення Української держави.

## Життєпис
Лев Василик народився у родині Дмитра Василика (1887- після 1940), угринського священика з 1922 до 1940 року, автора опису парафії 1926 року, голови читальні при угринському товаристві «Просвіта». Матір звали Елилія.
Випускник Станиславівської гімназії 1939 р.
З 1937 року — член ОУН. В жовтні 1939 р. спробував вступити на медичний факультет Львівського університету, а у анкеті на питання про батька написав «син селянина, трудящий інтелігент». У 1941 році поступив на відділення фармакології Львівського медичного інституту (закінчив у 1943 році). Навчаючись в інституті, підтримував контакти із крайовою провідницею Українського Червоного Хреста (УЧХ) Катериною Зарицькою (псевдо «Монета») й Юлією Ганущак (псевдо «Галичанка»), провідницею жіночої сітки і референтури УЧХ Станіславівського обласного проводу ОУН. Брав участь в організації медичної служби УПА, відповідав за забезпечення медикаментами Буковини, Закарпаття та Станіславщини. Крім того, маючи підтримку ректора університету, за завданням Проводу ОУН лікував поранених і хворих у підпільних шпиталях, займався постачанням ліків до відділів самооборони. Брав участь у боях на Станіславщині (нині Івано-Франківська область), зокрема у селах Завій і Грабівка.
Восени 1944 року Лева Василика заарештував відділ СМЕРШ, Станіславським військовим трибуналом він був засуджений до смертної кари. Вирок було замінено на п'ятнадцять років у «Степлагу».
Звільнений 1956 року. Працював фармацевтом, завідувачем аптеки в Івано-Франківську. У 1990-х став ініціатором відродження гімназії в цьому місті, староста її опікунської ради.
Член Братства ОУН і УПА Карпатського краю, голова Івано-Франківської асоціації колишніх гімназистів. Співорганізатор світових з'їздів гімназистів Станіславщини (1992, 2002).